# Héctor González (wenezuelski piłkarz)
Héctor Augusto González Guzmán (ur. 11 kwietnia 1977 w Barucie) – wenezuelski piłkarz występujący na pozycji pomocnika. Zawodnik klubu Carabobo FC.

## Kariera klubowa
González karierę rozpoczynał w 1997 roku w zespole Mineros. Na początku 2000 roku odszedł do Carabobo FC, a po pół roku spędzonym w tym klubie, przeniósł się do Caracas FC. W 2001 roku zdobył z nim mistrzostwo Wenezueli. W 2002 roku wyjechał do Argentyny, gdzie w drugoligowym Olimpo Bahía, a także pierwszoligowych drużynach CA Colón oraz Quilmes.
W 2005 roku González trafił do ekwadorskiego Deportivo Cuenca. Spędził tam sezon 2005, a potem odszedł do wenezuelskiego UA Maracaibo. W 2006 roku wywalczył z nim wicemistrzostwo Wenezueli. Po tym sukcesie ponownie przeniósł się do Ekwadoru, tym razem zostając zawodnikiem LDU Quito. Grał tam do końca sezonu 2006.
Na początku 2007 roku González podpisał kontrakt z cypryjskim zespołem AEK Larnaka. Występował tam przez 2,5 roku, a potem odszedł do bułgarskiego klubu Czernomorec 919 Burgas. Po 1,5 roku wrócił na Cypr, gdzie grał w drużynach Alki Larnaka oraz Ermis Aradipu. W 2012 roku ponownie został graczem zespołu Carabobo FC.

## Kariera reprezentacyjna
W reprezentacji Wenezueli González zadebiutował w 2001 roku. W tym samym roku znalazł się w drużynie na Copa América. Na tamtym turnieju, zakończonym przez Wenezuelę na fazie grupowej, wystąpił tylko w spotkaniu z Chile (0:1).
W 2004 roku González ponownie wziął udział w Copa América. Zaliczył na nim 3 mecze: z Kolumbią (0:1), reprezentacja Peru w piłce nożnej (1:3) oraz Boliwią (1:1). Wenezuela zaś zakończyła puchar na fazie grupowej.
W 2007 roku po raz trzeci został powołany do kadry na Copa América. Zagrał na nim w meczach z Boliwią (2:2), Peru (2:0), a także z Urugwajem w fazie grupowej (0:0) oraz w ćwierćfinale (1:4).
W latach 2001–2007 w drużynie narodowej González rozegrał 51 spotkań i zdobył 4 bramki.